# Lebanoretes
Lebanoretes – wymarły rodzaj chrząszczy z podrzędu wielożernych i rodziny Kateretidae. Obejmuje tylko jeden wczesnokredowy gatunek, którego inkluzje znaleziono w bursztynie libańskim.

## Taksonomia
Rodzaj i jego gatunek typowy opisane zostały po raz pierwszy w 2008 roku przez Aleksandra Kirejczuka i Dany’ego Azara na łamach czasopisma „Alavesia”. Opisu dokonano na podstawie inkluzji pojedynczego okazu w bursztynie libańskim, datowanej na późny barrem lub wczesny apt w kredzie. Odnaleziono ją w Mdejridż w okolicy Hammany w muhafazie Dżabal Lubnan w Libanie. Nazwę rodzajową Lebanophytum utworzono z połączenia angielskiej nazwy Libanu (Lebanon) oraz nazwy współczesnego rodzaju Kateretes. Epitet gatunkowy andelmani nadano na cześć Michaiła Andelmana, przyjaciela Kirejczuka.

## Morfologia
Jedyny znany okaz miał 1,5 mm długości, 0,5 mm szerokości i 0,4 mm wysokości. Ciało miał wydłużone, z wierzchu lekko, a od spodu umiarkowanie wypukłe. Ubarwiony był matowo czarniawo z ciemnobrązowymi czułkami i odnóżami. Oskórek porastały niemal przylegające włoski barwy żółtawej do srebrzystoszarej. Owłosienie to było szczególnie długie i gęste na pokrywach. Wierzch ciała pokrywała ponadto ziarenkowata mikrorzeźba.
Głowa była przypłaszczona, prawie trójkątna w zarysie, pozbawiona skroni. Małe, od spodu szersze niż od góry oczy złożone miały dość duże omatidia i krótkie owłosienie między nimi. Jedenastoczłonowe czułki miały podługowato-owalny trzonek i zwieńczone były trójczłonową buławką o członie ostatnim na szczycie ściętym i szeroko błoniastym. Rowki na czułki na spodzie głowy były zbieżne. Aparat gębowy miał ostro zakończone żuwaczki, niemal walcowaty ostatni człon głaszczków wargowych, owalny człon wierzchołkowy głaszczków szczękowych i prawie pięciokątną bródkę.
Przedplecze było o ⅓ dłuższe niż szerokie, o kątach szeroko zaokrąglonych, brzegach nieobrzeżonych, bokach łukowatych, a krawędzi tylnej falistej. Przedpiersie odznaczało się bardzo smukłym i niemal nie sięgającym za przednie biodra wyrostkiem międzybiodrowym. Poprzeczna tarczka miała zarys niemal półkolisty. Nieco tylko dłuższe niż szerokie pokrywy nie zasłaniały trzech ostatnich segmentów odwłoka. Wierzchołkowe krawędzie pokryw miały ukośny przegieg, formując przy szwie kąt rozwarty. Śródpiersie nie miało wcięć, natomiast tylna krawędź zapiersia miała jedno. Smukłe odnóża miały trójczłonowe stopy zwieńczone niezmodyfikowanymi pazurkami. Biodra tylnej pary nie były szeroko rozstawione.
Odwłok miał segmenty stopniowo się zwężające i szeroko zaokrąglony szczyt pygidium.

## Paleoekologia
Chrząszcz ten zasiedlał gęste, cieniste lasy porastające północno-wschodnią część Gondwany. Cechowała je bardzo wysoka wilgotność. Lasy te leżały w strefie tropikalnej lub subtropikalnej, a występujący w nich klimat rekonstruuje się jako umiarkowany do gorącego. Pory roku były w nim słabo wyrażone o czym świadczą kiepsko widoczne słoje przyrostu rocznego w skamieniałościach drewna. Bursztyn libański dostarczył licznych skamieniałości zwierząt, zwłaszcza stawonogów zasiedlających owe lasy (zobacz: fauna bursztynu libańskiego). Większość odnaleziono na tym samym stanowisku co Lebanoretes (Mdejridż-Hammana).
Przypuszcza się, że dietą Lebanoretes nie odbiegał od współczesnych Kateretidae. Żerował więc na kwiatach wczesnych roślin okrytonasiennych, choć jego dokładna roślina żywicielska pozostaje nieznana.